# Sobolev-ruimte
In de functionaalanalyse, een deelgebied van de wiskunde, is een sobolev-ruimte een vectorruimte van functies die is uitgerust met een norm, een combinatie van Lp normen van de functie zelf, alsmede partiële afgeleiden tot een gegeven orde. De afgeleiden worden begrepen in een geschikte zwakke zin om de ruimte volledig te maken, dus een banachruimte. Intuïtief is een sobolev-ruimte een banachruimte, en in sommige gevallen een hilbertruimte, van functies met een voldoende groot aantal afgeleiden voor enig toepassingsdomein, zoals partiële differentiaalvergelijkingen en uitgerust met een norm, die zowel de grootte en de gladheid van een functie meet.
Sobolev-ruimten zijn vernoemd naar de Russische wiskundige Sergej Sobolev. Hun belang is gelegen in het feit dat de oplossingen van sommige belangrijke partiële differentiaalvergelijkingen van nature in sobolev-ruimten liggen, maar niet in ruimten van continue functies waarbij de afgeleiden in klassieke zin worden opgevat.

## Definitie
Zij {\displaystyle \Omega } een open deel van {\displaystyle \mathbb {R} ^{n},} zij {\displaystyle m\in \mathbb {N} _{0}} en {\displaystyle 1\leq p\leq \infty .} De sobolev-ruimte {\displaystyle W^{m,p}(\Omega )} bestaat uit elementen {\displaystyle f} van {\displaystyle L^{p}(\Omega )} met de eigenschap dat voor elke multi-index {\displaystyle \alpha =(\alpha _{1},\ldots ,\alpha _{n})\in \mathbb {N} ^{n}} waarvoor {\displaystyle |\alpha |=\sum _{i=1}^{n}\alpha _{i}\leq m} geldt:
{\displaystyle \|D^{\alpha }f\|_{p}<\infty }
Hierbij moet {\displaystyle D^{\alpha }f} worden gelezen als de meervoudige partiële afgeleide in de zin van distributies:
{\displaystyle \int _{\Omega }D^{\alpha }f(x)g(x)\,\mathrm {d} x=\int _{\Omega }f(x){\partial ^{\alpha _{1}+\ldots +\alpha _{n}}g(x) \over \partial x_{1}^{\alpha _{1}}\ldots \partial x_{n}^{\alpha _{n}}}\,\mathrm {d} x}